# North Star Grand Prix
El North Star Grand Prix, conegut fins al 2013 com a Nature Valley Grand Prix, és una competició ciclista per etapes estatunidenca que es disputa a l'estat de Minnesota. Creada al 1999 està formada per una cursa masculina i una femenina.

## Palmarès masculí
| Any  | Primer                  | Segon                   | Tercer                |
| ---- | ----------------------- | ----------------------- | --------------------- |
| 1999 | Dale Sedgewick          |                         |                       |
| 2000 | Robbie Ventura          |                         |                       |
| 2001 | Frank McCormack         | Kirk O'Bee              |                       |
| 2002 | John Lieswyn            | Christopher Horner      | Robert Ventura        |
| 2003 | Trent Klasna            | Viktor Rapinski         | John Lieswyn          |
| 2004 | Benjamin Jacques-Maynes | Caleb Manion            | Jason Lokkesmoe       |
| 2005 | John Lieswyn            | Aaron Olsen             | Brian Jensen          |
| 2006 | Karl Menzies            | Gregory Henderson       | Nathan O'Neill        |
| 2007 | Ivan Stević             | Rory Sutherland         | Kirk O'Bee            |
| 2008 | Rory Sutherland         | John Murphy             | Ivan Stević           |
| 2009 | Rory Sutherland         | Tom Zirbel              | Lucas Sebastián Haedo |
| 2010 | Rory Sutherland         | Scott Zwizanski         | David Veilleux        |
| 2011 | Jesse Anthony           | Bernard Van Ulden       | Luis Amarán           |
| 2012 | Tom Zirbel              | Benjamin Jacques-Maynes | Andrés Miguel Díaz    |
| 2013 | Michael Friedman        | Andrés Miguel Díaz      | Eric Marcotte         |
| 2014 | Ryan Anderson           | Luis Amarán             | Jesse Anthony         |
| 2015 | Tom Zirbel              | Mac Brennan             | Nicolae Tanovitchii   |
| 2016 | Evan Huffman            | Charles Bradley Huff    | Tom Zirbel            |
| 2017 | Colin Joyce             | Brandon McNulty         | Bryan Gómez           |

## Palmarès femení
| Any  | Primera            | Segona                    | Tercera              |
| ---- | ------------------ | ------------------------- | -------------------- |
| 1999 | Odessa Gunn        |                           |                      |
| 2000 | Rebecca Quinn      |                           |                      |
| 2001 | Suzanne Sonye      |                           |                      |
| 2002 | Laura Van Gilder   | Kimberley Langton-Davidge | Teresa Moriarty      |
| 2003 | Katie Mactier      | Manon Jutras              | Karen Bockel         |
| 2004 | Lynne Bessette     | Katrina Berger-Grove      | Annette Beutler      |
| 2005 | Christine Thorburn | Tina Pic                  | Kori Kelley-Seehafer |
| 2006 | Kristin Armstrong  | Kori Kelley-Seehafer      | Christine Thorburn   |
| 2007 | Kristin Armstrong  | Mara Abbott               | Alexandra Wrubleski  |
| 2008 | Kristin Armstrong  | Katherine Carroll         | Ann Samplonius       |
| 2009 | Kristin Armstrong  | Shelley Olds              | Alison Powers        |
| 2010 | Shelley Olds       | Evelyn Stevens            | Ruth Corset          |
| 2011 | Amber Neben        | Erinne Willock            | Kristin Armstrong    |
| 2012 | Carmen Small       | Emilia Fahlin             | Jade Wilcoxson       |
| 2013 | Shelley Olds       | Jade Wilcoxson            | Carmen Small         |
| 2014 | Carmen Small       | Alison Powers             | Leah Kirchmann       |
| 2015 | No disputada       |                           |                      |
| 2016 | Brianna Walle      | Lauretta Hanson           | Coryn Rivera         |
| 2017 | Emma White         | Marlies Mejías            | Ruth Winder          |